# Sin muertos no hay carnaval
Sin muertos no hay carnaval és una pel·lícula equatoriana estrenada als cinemes de l'Equador el 2 de setembre i a Mèxic el 25 d'octubre de 2016 en el Festival Internacional de Cinema de Morelia, escrita per Andrés Crespo juntament amb Sebastian Cordero i dirigida per Sebastián Cordero. És una història d'ambició, traïció i tot el que implica la cerca de poder dins d'una societat guayaquileña que lluita per mantenir-se desperta, barrejada amb una família convencional de classe alta on els seus errors els poden costar el més preuat. Tot dins de la quotidianitat d'una ciutat caòtica, agressiva i tropical com ho és Guayaquil.

## Argument
La pel·lícula inicia amb una sèrie d'imatges de la naturalesa pròxima a les invasions de Guayaquil on un grup d'estrangers amb guies turístics estan observant el paisatge del lloc, mentrestant en la mateixa zona Emilio (Daniel Adum), Don Gustavo (Erando González) i Gustavo Junior (Victor Arauz), estan caçant com alguna cosa que sempre practiquen, per un moment Don Gustavo observa un cérvol i en aquest instant l'apunta i dispara, no obstant això el tir és un error i impacta a un nen, fill d'un pare estranger (Christoph Baumann), al mateix temps una turista mira a Emilio, el qual estava vestit amb roba de caçar i una arma però ràpidament ells surten del lloc una mica nerviosos. Així i tot la jove no oblida el rostre d'Emilio ja que és una figura pública de la ciutat.

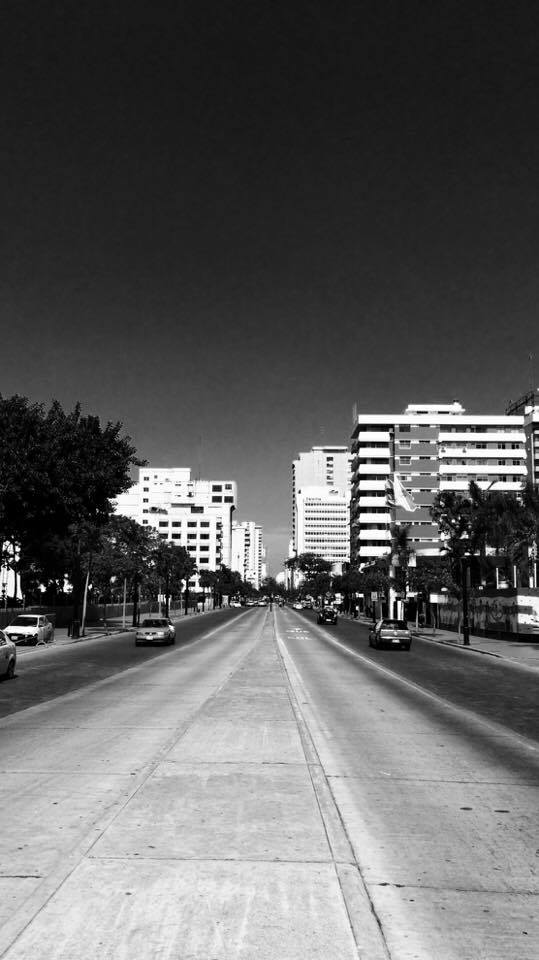
L'avinguda 9 d'Octubre a Guayaquil mostra els grans edfificios que té la ciutat.

## Producció
La pel·lícula va ser rodada a Guayaquil amb locacions molt estètiques per a l'ambient del film, al principi de la pel·lícula se centra en un turó prop de la ciutat, seguint en invasions reals i acabant en el ple centre de Guayaquil, on s'oberva els alts edificis a les ribes del riu, contrastant la riquesa i pobresa de la gran ciutat. La postproducció es va dur a terme en Quito i la Ciutat de Mèxic amb persones que ja han treballat amb grans directors i productors. Es tracta d'una coproducció entre l'Equador, Mèxic i Alemanya. El seu rodatge va iniciar al març de 2015 i va culminar al maig del mateix any. Un dels contratemps va ser que hi havia molta pluja en aquests mesos perquè Guayaquil es caracteritza pel seu clima humit, no obstant això en algunes escenes la pluja li dona un toc més original que té la ciutat. En l'etapa de rodatge l'equip va arribar a tenir al voltant de 100 persones per a fer la pel·lícula, des de vestuari, attrezzo fins a actors i directors.

## Repartiment

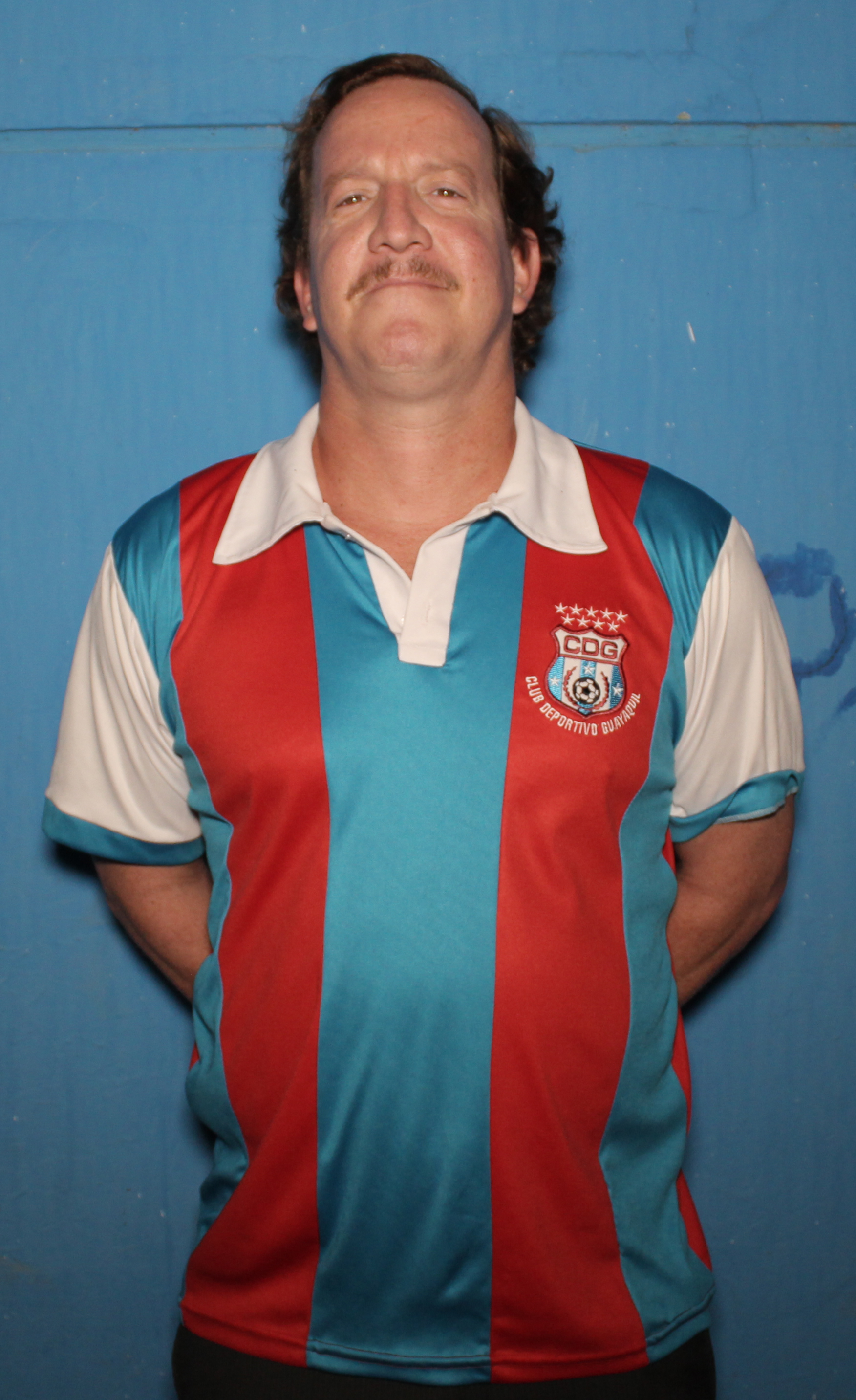
Andrés Crespo en 2015, interpretando a Terán.

Com la trama es desenvolupa en una pel·lícula coral, els personatges principals van apareixent en ordre de les seves actuacions i d'igual els secundaris. Per a l'escena de l'estadi es va requerir els extres de la inflada d'un club molt popular de Guayaquil. El càsting de la pel·lícula dur més de cinc mesos fins a trobar a l'indicat, el més complicat de trobar va ser el que protagonitzaria a Emilio. L'elenc principal és:
- Andres Crespo com Lisandro Terán.
- Daniel Adum Gilbert com Emilio Baquerizo.
- Erando González com a Don Gustavo Miranda.
- Victor Arauz com Gustavo Jr.
- Maya Zapata com Ingrid.
- Diego Cataño com Celio.
- Antonella Valeriano com Samanta.

## Premis i reconeixements
- Nominat als Premis Platino 2017 en la categoria Millor direcció de Muntatge (Sebastián Cordero i Jorge García)[3]
- Fou seleccionada per representar Equador a l'Oscar a la millor pel·lícula de parla no anglesa als Premis Oscar de 2016, però finalment no fou nominada.[4][5]